# Frýdlant nad Ostravicí
Frýdlant nad Ostravicí (pronunție în cehă [ˈfriːdlant ˈnat ostravɪtsiː]; în germană Friedland (an der Ostrawitza)) este o comună și un oraș în districtul Frýdek-Místek din regiunea Moravia-Silezia din Cehia. Are o populație de aproximativ 9.900 de locuitori.

## Diviziuni administrative
Frýdlant nad Ostravicí este alcătuit din trei diviziuni administrative (populația este între paranteze conform recensământului din 2021):
- Frýdlant (7.846)
- Lubno (656)
- Nová Ves (1.287)

## Geografie
Frýdlant nad Ostravicí se află la aproximativ 8 kilometri (5 mi) sud de Frýdek-Místek și la 23 kilometri (14 mi) de Ostrava. Se găsește în mare parte la poalele dealurilor Podbeskydy (în cehă: Podbeskydská pahorkatina); partea de sud a teritoriului comunei se extinde în Munții Beschizi (Beskydy) din Moravia-Silezia (în cehă: Moravsko-sliezske Beskydy). Cel mai înalt punct se află la 730 metri (2.400 ft) deasupra nivelului mării.
Orașul se află pe malul râului Ostravice, la confluența acestuia cu pârâul Čeladenka. Malul stâng al râului Ostravice, cu orașul propriu-zis, se află în teritoriul istoric Moravia, în timp ce malul drept, cu satele Lubno și Nová Ves, se află în Silezia Cehă.

## Istorie

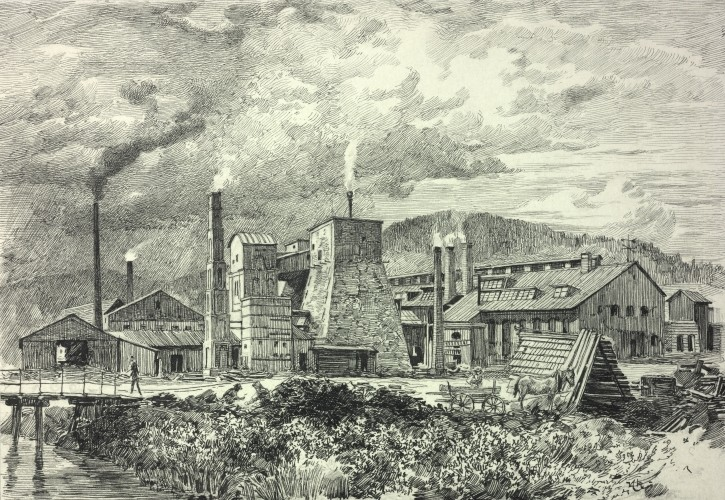
Uzina Arhiepiscopală Frýdlant

Prima mențiune scrisă a orașului Frýdlant datează din anul 1395. Orașul a fost fondat în a doua jumătate a secolului al XIV-lea, în timpul Ostsiedlungului (migrației germane). A fost fondat ca un oraș târg care trebuia să fie centrul local al comerțului și meșteșugurilor.
În 1402, Frýdlant a fost vândut de domnii de Kravaře⁠(d) ducelui Przemyslaus I Noszak și a devenit parte a Ducatului de Teschen. Frýdlant a ajuns la marginea acestui stat, și-a pierdut poziția și a devenit un simplu sat. Economia a fost, de asemenea, distrusă de Războaiele Husite.
În secolul al XVI-lea, Frýdlant a fost vândut Episcopiei catolice de Olomouc și a ajuns parte a moșiei Hukvaldy. În această situație, a început o nouă dezvoltare a meșteșugurilor. În anul 1625, satul a primit diverse privilegii de la episcopul Franz von Dietrichstein⁠(d).
În timpul Războiului de Treizeci de Ani, Frýdlant a avut de suferit din cauza deselor treceri ale armatelor.
Între 1646 și 1648, au fost construite primele mori de apă cu ciocane, iar Frýdland a devenit treptat un centru al fierăriilor. Satul cunoscut mai târziu ca Nová Ves a fost fondat lângă morile cu ciocane în 1647.
În 1675, au fost construite furnale. Datorită dezvoltării fierăriei și prosperei fabrici de hârtie, satul a fost promovat de Maria Tereza din nou la rangul de oraș târg în anul 1775.
Calea ferată a fost construită în 1871.
Incendiile mari din 1886 și 1890 au afectat grav orașul târg.
În 1948, Frýdland a fost promovat la rangul de oraș.

## Transporturi

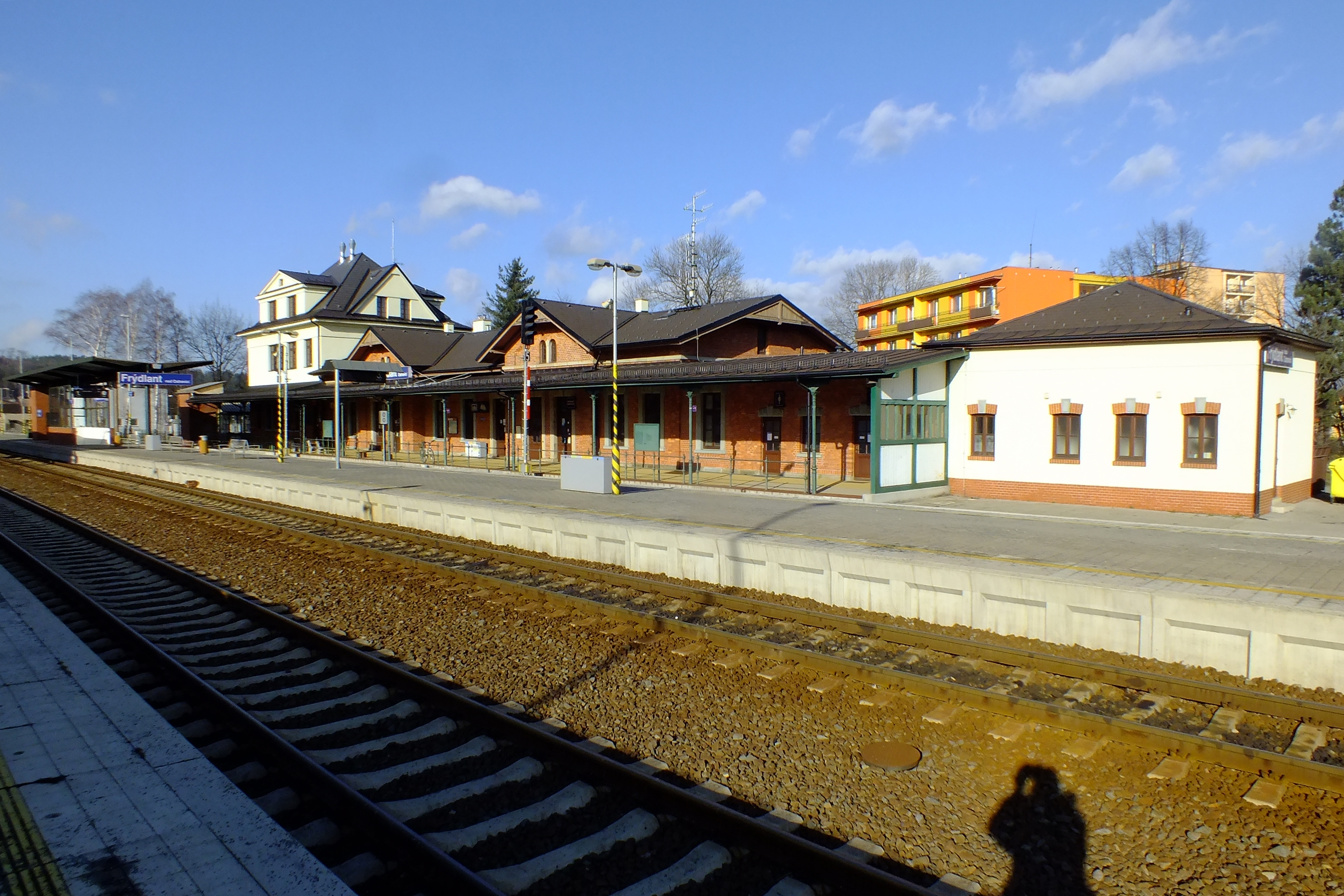
Gara Frýdlant nad Ostravicí

Frýdlant nad Ostravicí se află pe liniile de cale ferată Ostrava – Frýdlant nad Ostravicí și Frýdek-Místek – Ostravice.

## Educație
În Frýdlant nad Ostravicí se găsesc două săli de sport, gimnaziul Frýdlant nad Ostravicí și Academia Munții Beskydy. Academia este o școală privată de patru ani, fondată în 2003, axată pe predarea limbilor străine.

## Obiective turistice

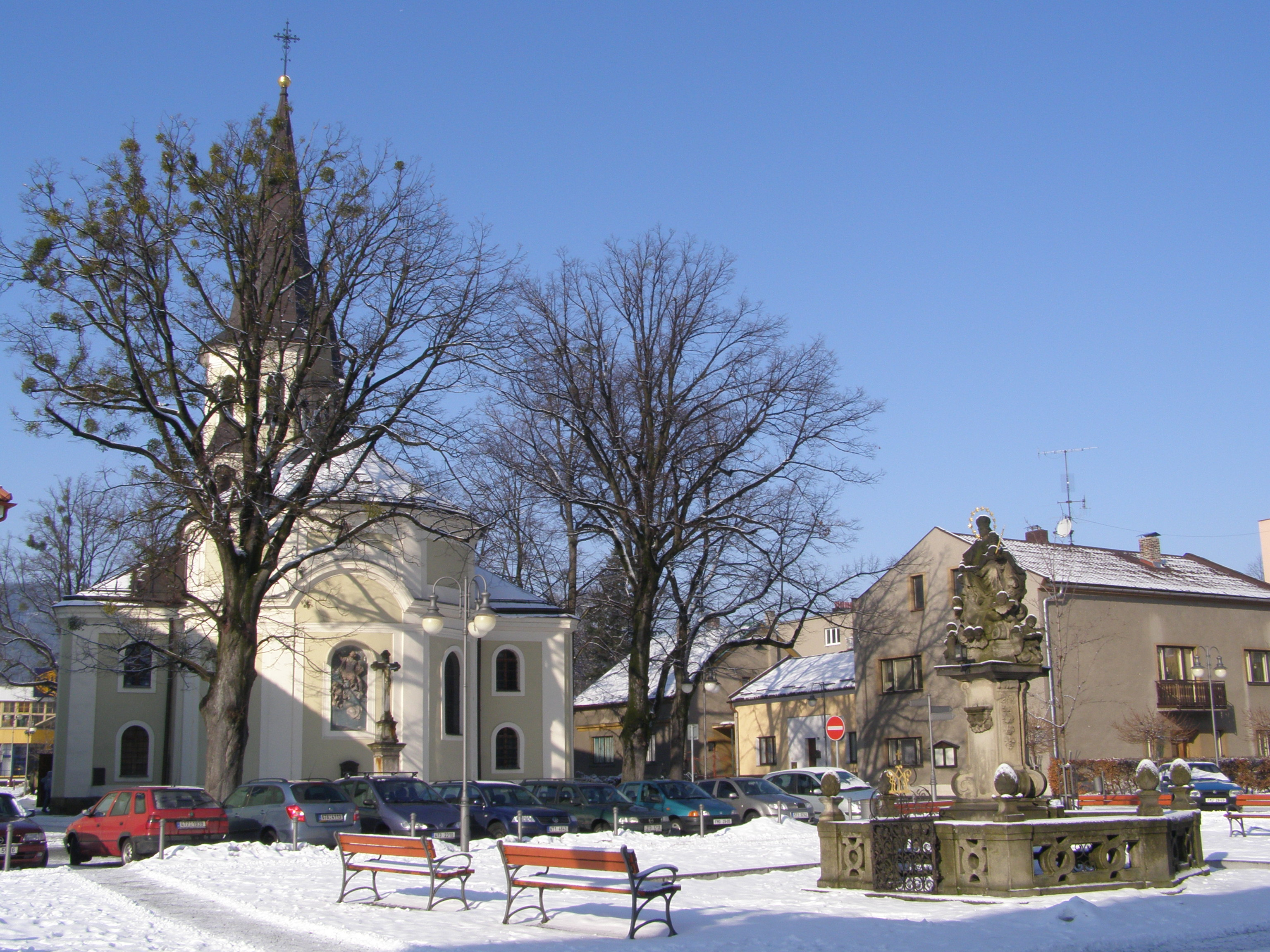
Piața orașului cu Biserica „Sfântul Bartolomeu” și coloana mariană

Principalul obiectiv turistic al lui Frýdlant nad Ostravicí este Biserica „Sfântul Bartolomeu”, construită între 1672–1690. Printre alte monumente din piața orașului se numără primăria neorenascentistă din 1894 și o coloană mariană barocă cu o statuie rară a Fecioarei Maria din Carmel din anul 1731.
Mănăstirea Institutului Surorile Milei „Sfântul Carol Borromeo”, cu o capelă neoromanică, datează din a doua jumătate a secolului al XIX-lea. Astăzi funcționează ca un azil de bătrâni. S-au păstrat, de asemenea, mai multe case originale din lemn care amintesc de aspectul inițial al orașului.

## Persoane notabile
- Dominik Trčka⁠(d) (1886–1959), preot și martir catolic
- Ferdiš Duša⁠(d) (1888–1958), artist
- Petr Faldyna⁠(d) (născut în 1976), fotbalist

## Orașe înfrățite–orașe gemene
Comuna Frýdlant nad Ostravicí este înfrățită cu:
- Debrzno⁠(d), Polonia
- Dravograd, Slovenia
- Friedland, Mecklenburg-Vorpommern, Germania
- Friedland, Saxonia Inferioară, Germania
- Friedland, Brandenburg, Germania
- Frýdlant⁠(d), Cehia
- Korfantów⁠(d), Polonia
- Mieroszów⁠(d), Polonia
- Mirosławiec⁠(d), Polonia
- Pravdinsk⁠(d), Rusia
- Radeburg, Germania
- Turzovka, Slovacia